# Joseph Joesten
Emerich Anton Joseph Aloys Hubert Joesten (* 21. Juni 1850 in Düren; † 25. September 1909 in Bonn) war ein deutscher Staatsbeamter und Schriftsteller.

## Leben
Joesten studierte Jura an den Universitäten von Bonn und Berlin und wurde 1874 zum Dr. jur. promoviert. 1877 wurde er Gerichtsassessor am Königlichen Stadtgericht in Berlin, 1879 Regierungsassessor der Eisenbahngesellschaft in Elberfeld. Ab 1893 lebte er in Köln und war dort stellvertretender Vorsitzender der neugegründeten „Literarischen Gesellschaft“ und Landesobmann des „Deutschen Schriftstellerverbandes für die Rheinlande“.
1898 trat er in den Ruhestand und zog nach Bonn, wo er sich 1909 aus unbekannten Gründen erschoss.
Er trat als Lyriker und als Biograph sowie mit literatur- und kulturhistorischen Schriften hervor.

## Familie
Joseph Joesten verheiratete sich am 10. Mai 1882 zu Godesberg mit Rosa Flaum aus Prüm, die nach kurzer Ehe am 3. März 1883 zu Bromberg an den Folgen des Wochenbettes starb. In zweiter Ehe heiratete er am 9. September 1884 in Krefeld Maria Anna Alwina Cornelia Gronover (* 26. Mai 1863 in Petershagen bei Minden). Aus dieser Ehe stammen vier Kinder:
- Franz Wilhelm Otto Joesten (* 3. Juli 1885 in Elberfeld),
- Frida Maria Elsa Rosa Joesten (* 3. Januar 1888 in Elberfeld),
- Hans Albert Oscar Joesten (* 16. Oktober 1893 in Köln),
- Kurt Walther Hubert Joesten (* 12. Februar 1898 in Köln).

Joseph Joesten veröffentlichte 1901/02 in den Rheinischen Geschichtsblättern einen mehrteiligen Beitrag über seine Familie, der 1902 auch als Buch erschien (siehe Werke).

## Werke (Auswahl)
- Die Eisenbahnen und die Kriegsführung. Eine politisch-militärische Studie, Hamburg 1890
- Zur Geschichte des Schlosses Windeck, Elberfeld 1893
- Die Feldflasche von Auerstädt. Vaterländisches Schauspiel, Köln: Schmitz 1894
- Die Anforderungen der Strategie und Technik an die Eisenbahnen. Zwei Vorträge, Berlin: Eisenschmidt, 1894
- Wolfgang Müller von Königswinter. Sein Leben und die Bedeutung seiner Werke für das deutsche Volk, Köln 1895
- Geschichte und System der Eisenbahnbenutzung im Kriege. Ein eisenbahntechnisches und militärisches Hülfsbuch, Leipzig 1896
- Mein Herz ist am Rheine. Ein Gedenkbuch an die Errichtung des Wolfgang Müller-Denkmals zu Königswinter. Mit einer Auswahl Wolfgang Müller'scher Dichtungen, Köln: Kölnische Verlags-Anstalt 1896
- Literarisches Leben am Rhein. Zwei Studien, Leipzig: Grunow 1899
- Zur Geschichte der Hexen und Juden in Bonn. Eine kulturgeschichtliche Studie, Bonn: Georgi 1900
- Von deutschen Bergen und Burgen. Schloß Windeck an der Sieg, Köln 1902
- Geschichte der Familie Joesten und deren Familienstiftungen, in: Rheinische Geschichtsblätter, Jg. 6 (1901/02), Nr. 5, S. 139–147 (Digitalisat); Nr. 7, S. 193–201 (Digitalisat); Nr. 9, S. 271–280 (Digitalisat); Nr. 10 (1902), S. 294–302 (Digitalisat)
- Geschichte der Familie Joesten und deren Familienstiftungen. Zugleich als Beitrag zur rheinischen Kulturgeschichte mitgeteilt, Bonn: Hanstein 1902
- Kulturbilder aus dem Rheinland. Beiträge zur Geschichte der geistigen und sozialen Bewegungen des achtzehnten und neunzehnten Jahrhunderts am Rhein, Bonn: Georgi 1902
- Erinnerung an Bonn und das Siebengebirge. Ein Liederstrauß für den Freund der Natur und heimatlichen Dichtung, Bonn: Hanstein 1903
- Gottfried Kinkel. Sein Leben, Streben und Dichten für das deutsche Volk. Mit einer Auswahl Kinkel’scher Dichtungen, Köln: Kölner Verlags-Anstalt und Druckerei 1904 (Digitalisat)
- Bilder und Skizzen vom Rhein, Köln: Schmitz 1905
- Friedrich Roeber. Zur Feier der Enthüllung seines Denkmals in Elberfeld, Elberfeld 1906

### Unter dem Pseudonym „Hans von Windeck“
- Im Spiegel der Zeit. Ein heimatlicher Liederstrauß, Stuttgart 1892
- Ruhmreiche Berge. Ausgewählte Dichtungen, Erfurt 1898